# Nikolai Romanowitsch Briling
Nikolai Romanowitsch (Maximilian Ernestowitsch) Briling (russisch Николай Романович (Максимилиан Эрнестович) Брилинг; * 1. Oktoberjul. / 13. Oktober 1876greg. in Klin; † 15. März 1961 in Moskau) war ein russisch-sowjetischer Maschinenbauingenieur und Hochschullehrer.

## Leben
Brilings Vater Ernst-Robert (Robert Wassiljewitsch) Briling (1833–1902), Sohn eines Ingenieurs und Ehrenbürgers von Mitau, war Gutsverwalter in Klin. Brilings Mutter  Alexandrina geborene Büchse war die Tochter des Offiziers Alexander Büchse und der Baronesse Trotta von Treyden. Um den Kindern eine gute Bildung zu verschaffen, lebte die Mutter mit den sieben Kindern in Moskau.
Briling besuchte die Realschule der Moskauer lutherischen Michaelskirche. 1897 begann er das Studium an der Kaiserlichen Moskauer Technischen Schule (IMTU). 1899 wurde er wegen Verbreitung revolutionärer Schriften verhaftet und für ein Jahr in das Gouvernement Ufa verbannt. Ab 1900 studierte er wieder an der IMTU. Einer seiner Lehrer war Wassili Grinewezki. Nach der erneuten Verhaftung 1902 konnte er sich ins Ausland absetzen und studierte zunächst an der Technischen Hochschule Stuttgart und dann an der Technischen Hochschule Karlsruhe. 1904 kehrte er nach Moskau zurück., aber wegen der neuen Verhaftung wurde er zur Verteidigung seines Diplomprojekts nicht zugelassen. Wieder gelangte er ins Ausland und schloss 1906 sein Studium an der Technischen Hochschule Dresden ab. Noch im selben Jahr konnte er an der IMTU sein Diplomprojekt über Verbrennungsmotoren erfolgreich verteidigen. Für die Promotion zum Doktor der Wissenschaften verteidigte er 1907 mit Erfolg seine Dissertation über Verluste in den Schaufeln des Dampfturbinenrades, in der erstmals alle den Wirkungsgrad bestimmenden Faktoren berücksichtigt wurden. Ab 1908 lehrte Briling an der IMTU (1917 Ernennung zum Professor). Er entwickelte eine neue Methode zur Berechnung der Wärmeübertragung für Verbrennungsmotoren.
Im Ersten Weltkrieg initiierte Briling die Ausbildung von Spezialisten für Fahrzeugmotoren an der IMTU. Gleichzeitig leitete er die Konstruktionsarbeit in dem St. Petersburger Duffon-Konstantinowitsch-Werk, dessen Direktor er 1914–1917 war. Bei der Allrussischen Semstwo-Union und Union der Semstwos und Städte organisierte er eine Automobil-Abteilung für die Versorgung der Armee.

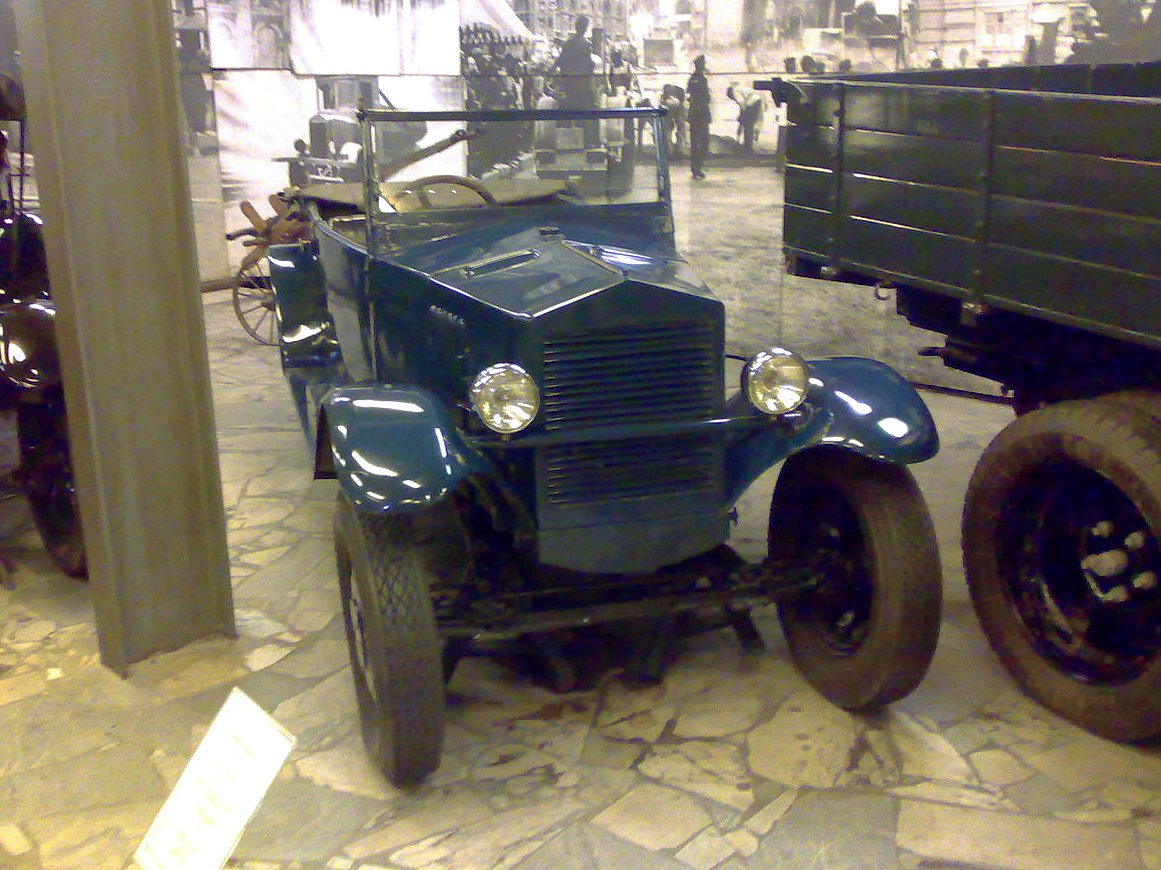
NAMI-1

Nach der Oktoberrevolution gründete der Oberste Volkswirtschaftsrat die Zentrale Automobilsektion der RSFSR für den Wiederaufbau des Fuhrparks des Landes und die Versorgung der Roten Armee mit Automobilen, Motorrädern und Ersatzteilen, deren Vizevorsitzender Briling war. 1918 organisierte er und leitete dann das Automobil-Forschungslaboratorium der Wissenschaftlich-Technischen Abteilung des Obersten Volkswirtschaftsrats, das 1921 das Automobil- und Motor-Forschungsinstitut (NAMI) wurde und dessen Direktor er bis 1928 war. Er konstruierte originelle Motoren für Automobile und Flugzeuge. In den Werkstätten der auf Vorschlag Nikolai Schukowskis eingerichteten Kommission für die Entwicklung und Projektierung von Propellerschlitten bauten 1920 Briling und A. S. Kusin Propellerschlitten, die im Russischen Bürgerkrieg eingesetzt wurden. Auch war Briling an der Entwicklung des ersten sowjetischen Kleinwagens NAMI-1 beteiligt, der 1927–1931 produziert wurde.
1922 wurde Briling wegen konterrevolutionärer Tätigkeit verhaftet und der Gruppe der antisowjetischen Intellektuellen für die zwangsweise Verbannung ins Ausland zugeordnet (Philosophenschiff). Jedoch blieb ihm die Ausweisung ins Ausland erspart. 1924 wurde Briling zum Vorsitzenden des Wissenschaftlich-Technischen Rats des Autotrusts gewählt. Im NAMI gründete Briling 1925 die Uwarow-Gruppe mit einem Laboratorium für theoretische und experimentelle Untersuchungen und Konstruktion von Gasturbinen. 1928 wechselte er ins Wärmetechnik-Institut.
Im Zusammenhang mit dem Prompartija-Prozess gegen Wissenschaftler und Ökonomen Ende 1930 war Briling erneut verhaftet und zu 3 Jahren Lagerhaft verurteilt worden, während der er im Technischen Sonderbüro der OGPU für die Entwicklung von Dieselmotoren für Lastkraftwagen arbeitete. 1931 wurde er vorzeitig entlassen.
1932 wurde Briling Professor des Moskauer Autostraßen-Instituts und leitete ab 1936 den Lehrstuhl für Automotoren bis zu seinem Tod. Auch lehrte er an der Malinowski-Militärakademie der Panzertruppen. 1947 wurde er Vollmitglied der Akademie der Artillerie-Wissenschaften.
Nach dem Deutsch-Sowjetischen Krieg war Briling 1948–1959 Chef und Chefkonstrukteur des Sonderkonstruktionsbüros des Ministeriums für Maschinenbau der UdSSR. 1953 wurde er zum Korrespondierenden Mitglied der Akademie der Wissenschaften der UdSSR (AN-SSSR, seit 1991 Russische Akademie der Wissenschaften (RAN)) gewählt. 1953–1961 arbeitete er im Laboratorium für Motoren der AN-SSSR, wo er zunächst den Sektor für Gasflaschenmotoren und dann die Abteilung für Fahrzeugmotoren leitete. Briling veröffentlichte auch Arbeiten über die Berechnung und Projektierung von Erdöl- und Erdgasleitungen.
Brilings Zwillingsbruder Jewgeni-Lotard Romanowitsch Briling war Professor des Lehrstuhls für Baumechanik des Moskauer Instituts für Bauwesen.
Briling starb in Moskau und wurde auf dem Wwedenskoje-Friedhof begraben.

## Ehrungen
- Ehrenzeichen der Sowjetunion (1944)[3]
- Medaille „Sieg über Deutschland“ (1945)
- Medaille „Für heldenmütige Arbeit im Großen Vaterländischen Krieg 1941–1945“ (1946)
- Orden des Roten Banners der Arbeit (1946)
- Verdienter Wissenschaftler und Techniker der RSFSR (1946)[3]
- Leninorden (1951, 1956)[3]